# Sid Wilson
Sidney "Sid" Wilson (Des Moines, 1977. január 20.) a Slipknot zenekar lemezlovasa 1997-től. Szólókarrierrel is rendelkezik, DJ Starscream néven szokott kisebb helyeken fellépni.

## Élete, zenei pályája
Szülei Angliából származnak, de még Sid születése előtt átköltöztek Amerikába, így ő már Iowában, pontosabban Des Moines-ben született, mindkét kezén hat-hat ujjal, amiket azonnal leműtöttek. Barátai ma is azzal viccelődnek, hogy mire lennének képesek egy DJ-vel, akinek tizenkét ujja van.
Kezdetben punk zenekarokban játszott, amikben basszusgitározott és szaxofonozott. Mielőtt csatlakozott volna a Slipknothoz, összeállított egy DJ-kből álló csapatot Sound Proof Coaliton névvel, akikkel időnként még ma is zenél.
Saját bevallása szerint kedvenc koncertje az volt, amikor először meglátta a Slipknotot. 1998-ban csatlakozott a zenekarhoz, a tagoknak már akkor is tetszett bevállalós és merész viselkedése. Koncerteken gyakran beugrik a közönségbe, de emellett hasonló őrültségeket is csinál, mint Clown, szenvedett már harmadfokú égési sérüléseket és többször is eltörte csontjait, többek közt a bordáját is. Amikor csatlakozott a zenekarhoz tíz különböző gázálarcot használt, mint maszk, melyeknek nevet is adott, később koponyákra hasonlító maszkokat viselt, majd egy robotra hasonlítót, melynek szemöldöke mozgatható. Clownnal gyakran "harcolnak", de ezek nem komoly dolgok, inkább csak afféle "testvér bunyók".
DJ Starscream névvel szokott fellépni, mint DJ, a nevet a Transformers című filmből vette. 2006-ban jelent meg első önálló albuma, emellett tagja a New Stars of the End Times hiphop és My Love Affair pop-rock zenekarnak, utóbbiban zongorázik és énekel.

## Diszkográfia

### Slipknot
- 1999: Slipknot
- 2001: Iowa
- 2004: Vol. 3 (The Subliminal Verses)
- 2008: All Hope Is Gone
- 2014: .5: The Gray Chapter

### DJ Starscream
Remix albumok
- 2003: Full Metal Scratch-It
- 2003: Abunaii Sounds – Tataku On Your Atama
- 2005: Sound Assault
- 2005: Live at Konkrete Jungle New York City

Szólóalbumok
- 2006: The New Leader

## Érdekességek
- Sid DJ Starscream néven diszkókban és partykon is fellép, valamint több saját albumot is kiadott már.
- Mielőtt a Slipknotba került volna, összehozott egy csapatot pár amerikai DJ-ből (A-Rock, Loodachris, Phase II, Rek, Sub Two, Iniversoul), Sound Proof Coaliton néven, akikkel együtt zenéltek.
- Játszott punk zenekarokban is, basszusgitározott és szaxofonozott.
- Koncerteken közösen zúznak Clown #6-tal, a mélydobok közös püfölésétől elkezdve egymás gyúrásáig mindent együtt csinálnak.
- Hobbijai között a főzés, agyagszobrászat is szerepel.
- Amikor hazaért a 2004-es japán turnéról, elterjedt a pletyka hogy eltörte a lábát. Végül Corey neje tisztázta, aki a Stone Sour fórumára feltett egy hírt arról, hogy Sid jól van és nem kell félni, Amerikában a csapat folytatja majd a turnét.
- Hároméves korában szülei elvitték őt Iowa State Fair-ba egy Sheena Easton koncertre, ami élete első koncertje volt.
- Amikor a saját otthoni stúdióját építette, véletlenül arcon lőtte magát egy szögbelövővel.
- Ő inkább a hiphopért, a jungle jazzért és a Beastie Boysért rajong, mintsem a metálért.
- Sokáig elterjedt volt hogy március 15-én van a születésnapja, ezt később a myspace oldalán megcáfolta, miután a 2006. március 15-én rengetegen 'Boldog Születésnapot' üzenetekkel árasztották el.

### Kedvencei
Kedvenc filmjei:
1. Drunken Master 2
2. Black Mask
3. Man on the Moon
4. Evil Dead
5. Evil Dead 2
6. Army of Darkness
7. Phantasm

Zenészek, akik legjobban hatottak rá:
1. Grandmaster Flash
2. DJ Jazzy Jeff
3. DJ Cash Plenty
4. Invisible Scratch Pickles Crew
5. Executioners (formerly the X-Men)
6. S.P.C. (scroll down for more about SPC)

Aktuális albumok:
1. Hed: Drool
2. Nine Inch Nails: The Fragile

Filmzenék:
1. Belly
2. Black Mask

## Felszerelés
- 2 Technics SL1200MKII lemezjátszó
- Sony MDR-V700DJ fülhallgató
- Rane 10' TTM4 mixer / Roland DJ 1000 10' mixer
- Shure M447 tű